# Мираду
Мираду́ (фр. Miradoux) — коммуна во Франции, находится в регионе Юг — Пиренеи. Департамент — Жер. Административный центр кантона Мираду. Округ коммуны — Кондом.
Код INSEE коммуны — 32253.

## География

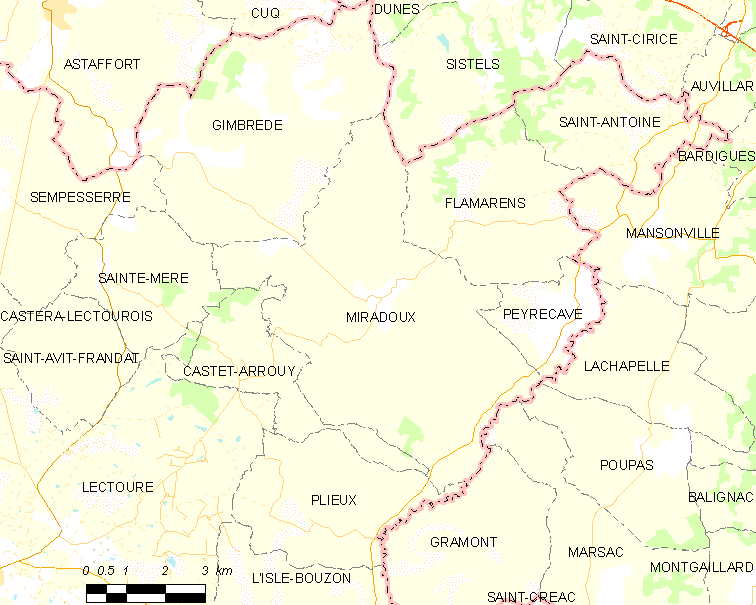
Карта коммуны

Коммуна расположена приблизительно в 560 км к югу от Парижа, в 75 км северо-западнее Тулузы, в 45 км к северу от Оша.
На юго-востоке коммуны протекает река Арратс, а на северо-западе — река Ору.

## Климат
Климат умеренно-океанический. Лето жаркое и немного дождливое, температура часто превышает 35 °С. Зимой часто бывает отрицательная температура и ночные заморозки. Годовое количество осадков — 700—900 мм.

## Население
Население коммуны на 2010 год составляло 533 человека.
| 1962 | 1968 | 1975 | 1982 | 1990 | 1999 | 2010 |
| ---- | ---- | ---- | ---- | ---- | ---- | ---- |
| 837  | 728  | 654  | 647  | 594  | 497  | 533  |

## Администрация
| Период | Период | Фамилия       | Партия                  | Примечания |
| ------ | ------ | ------------- | ----------------------- | ---------- |
| 2001   | 2020   | Сюзан Макабьо | Социалистическая партия |            |

## Экономика
В 2010 году среди 305 человек трудоспособного возраста (15-64 лет) 233 были экономически активными, 72 — неактивными (показатель активности — 76,4 %, в 1999 году было 69,4 %). Из 233 активных жителей работали 205 человек (104 мужчины и 101 женщина), безработных было 28 (16 мужчин и 12 женщин). Среди 72 неактивных 22 человека были учениками или студентами, 31 — пенсионерами, 19 были неактивными по другим причинам.

## Достопримечательности
- Церковь Свв. Орана и Людовика (XVI век). Исторический памятник с 1978 года[4]

## Фотогалерея

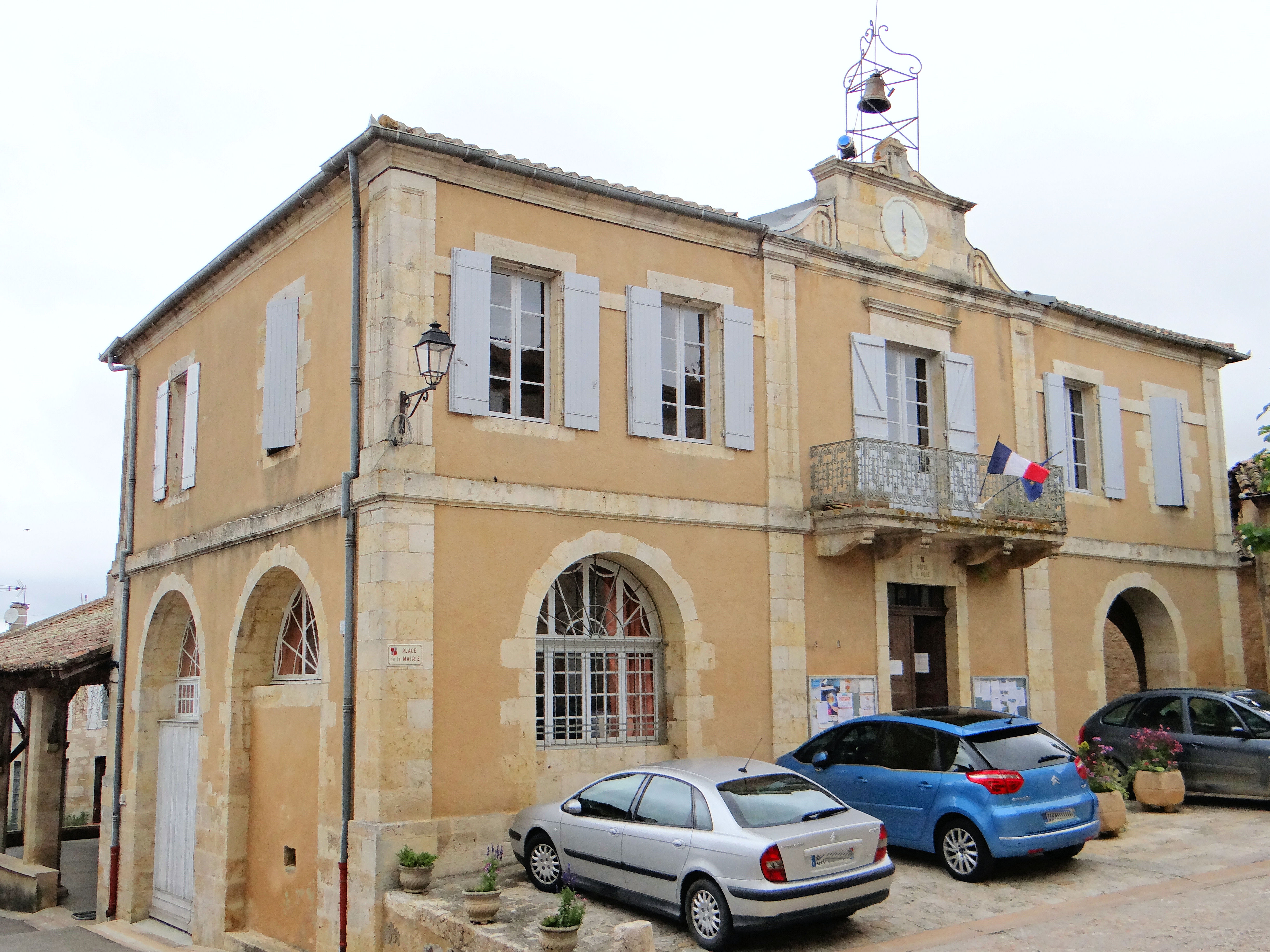
Мэрия
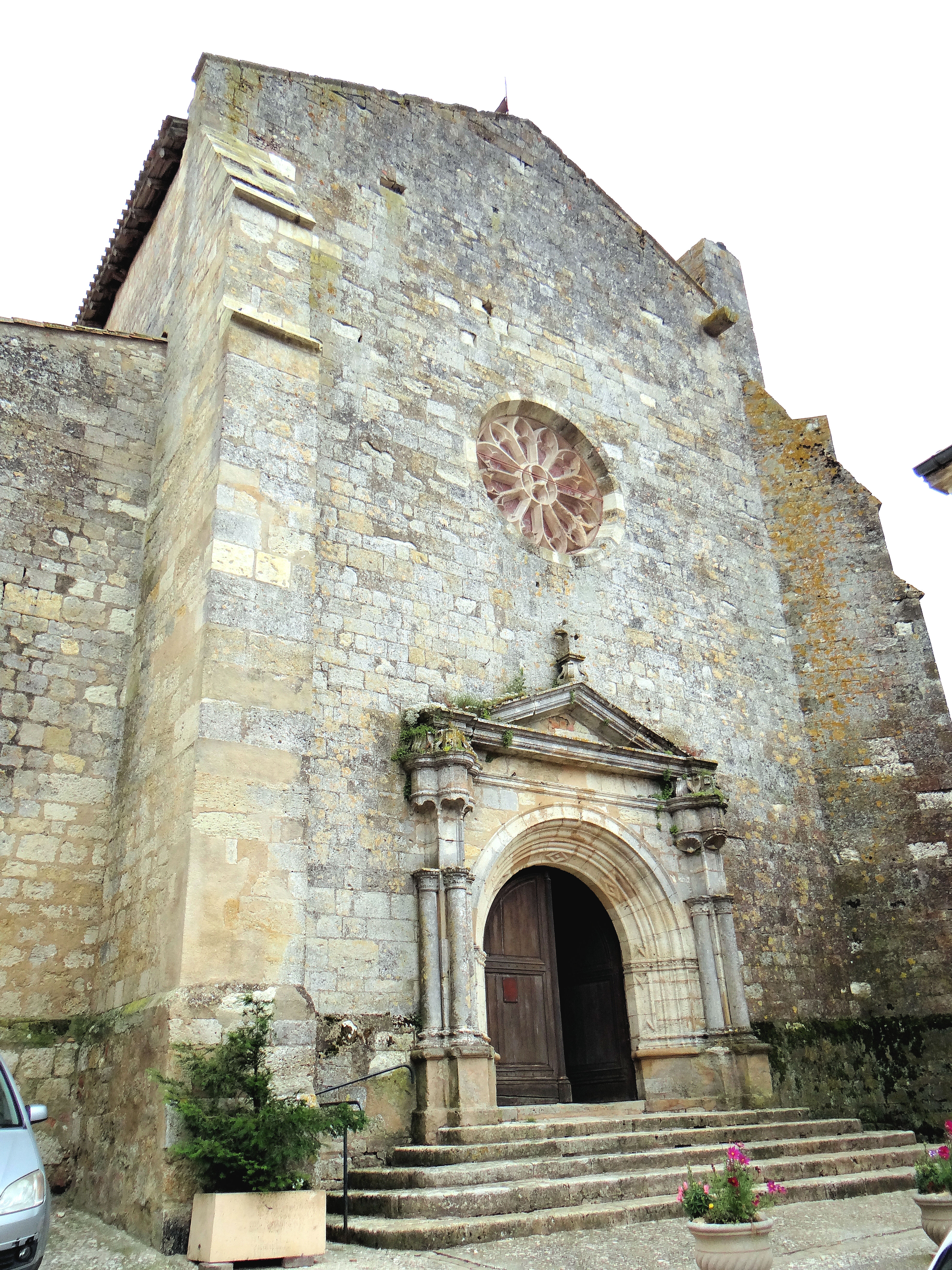
Церковь Свв. Орана и Людовика
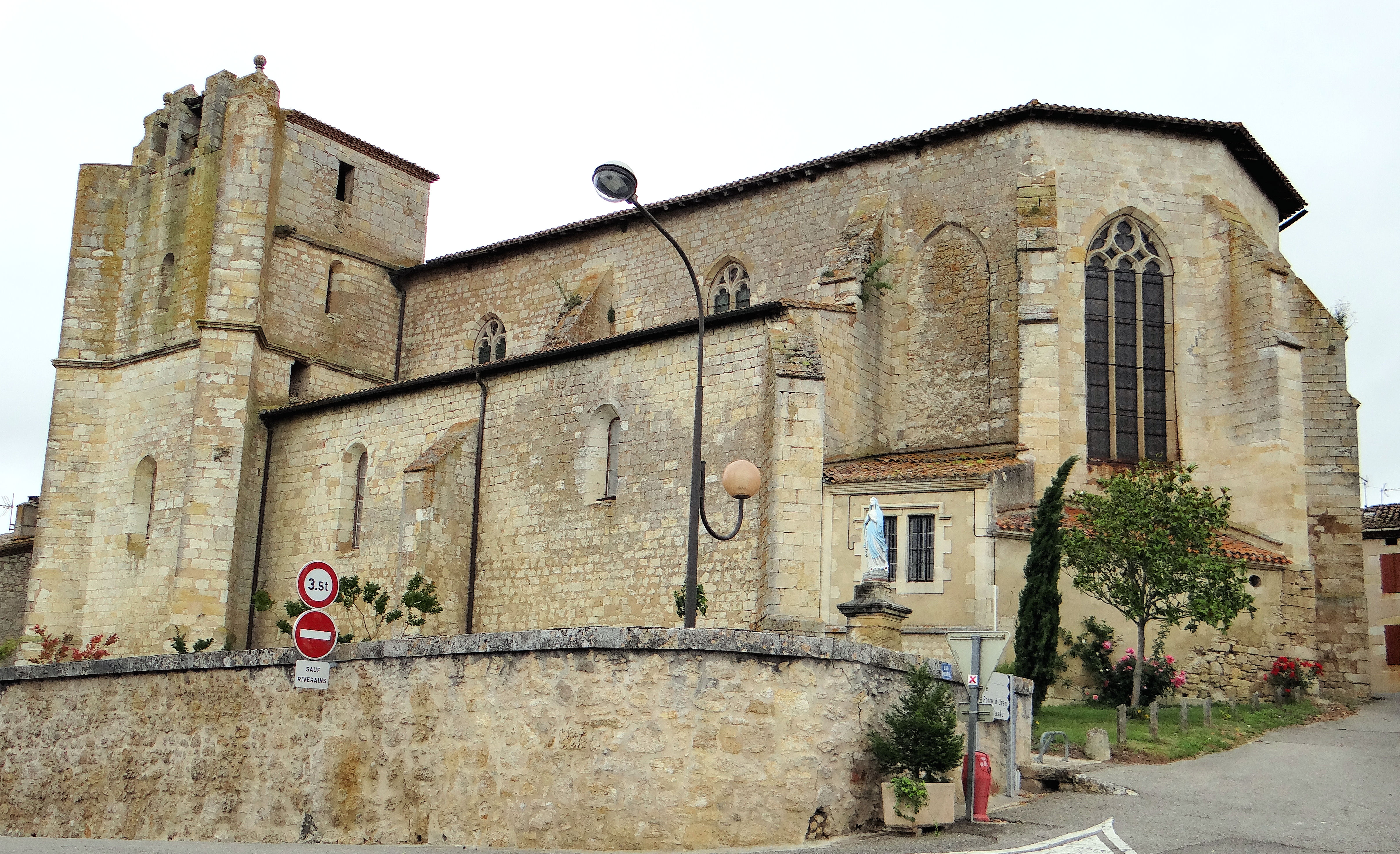
Церковь Свв. Орана и Людовика
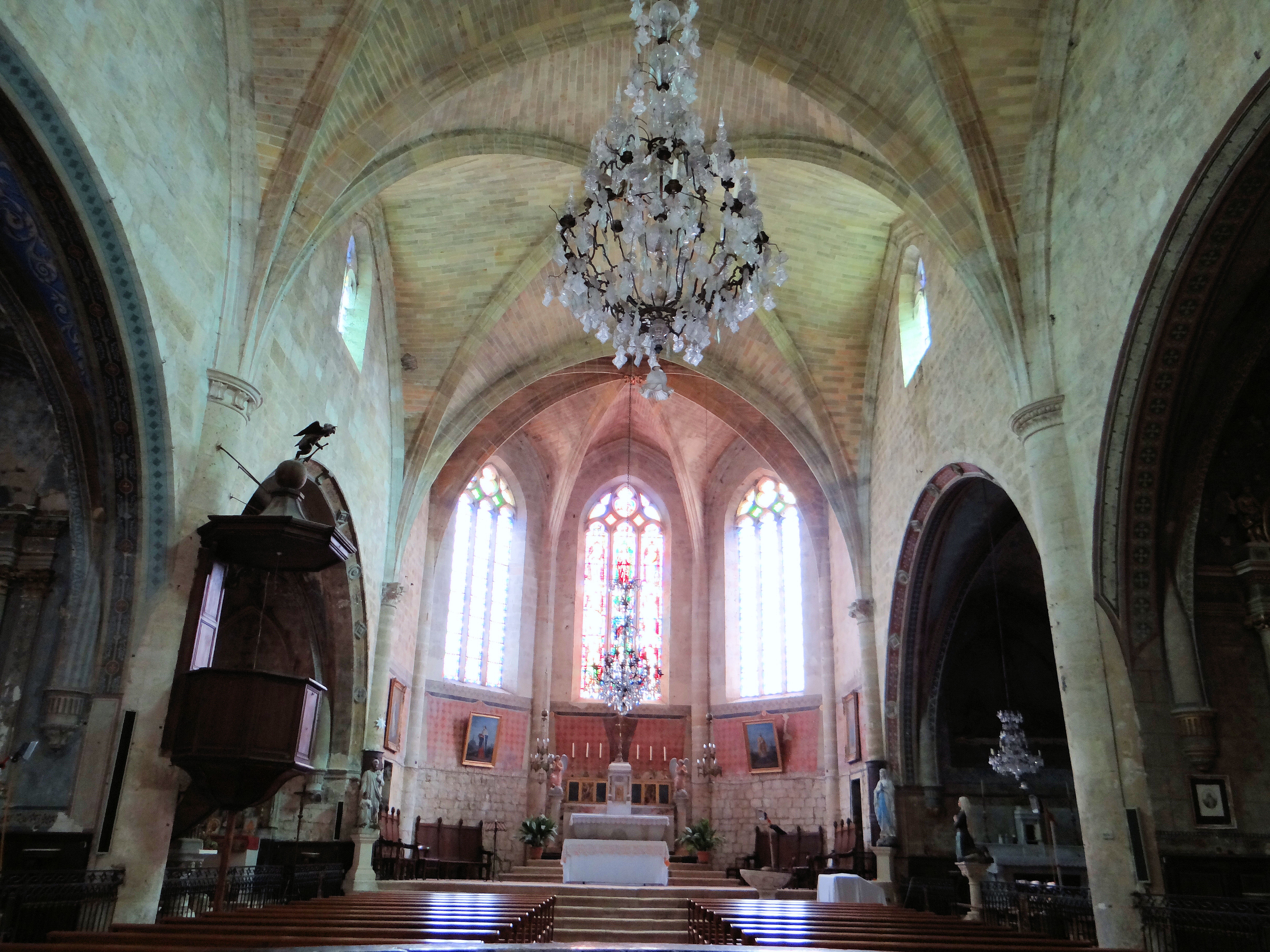
Интерьер церкви Свв. Орана и Людовика
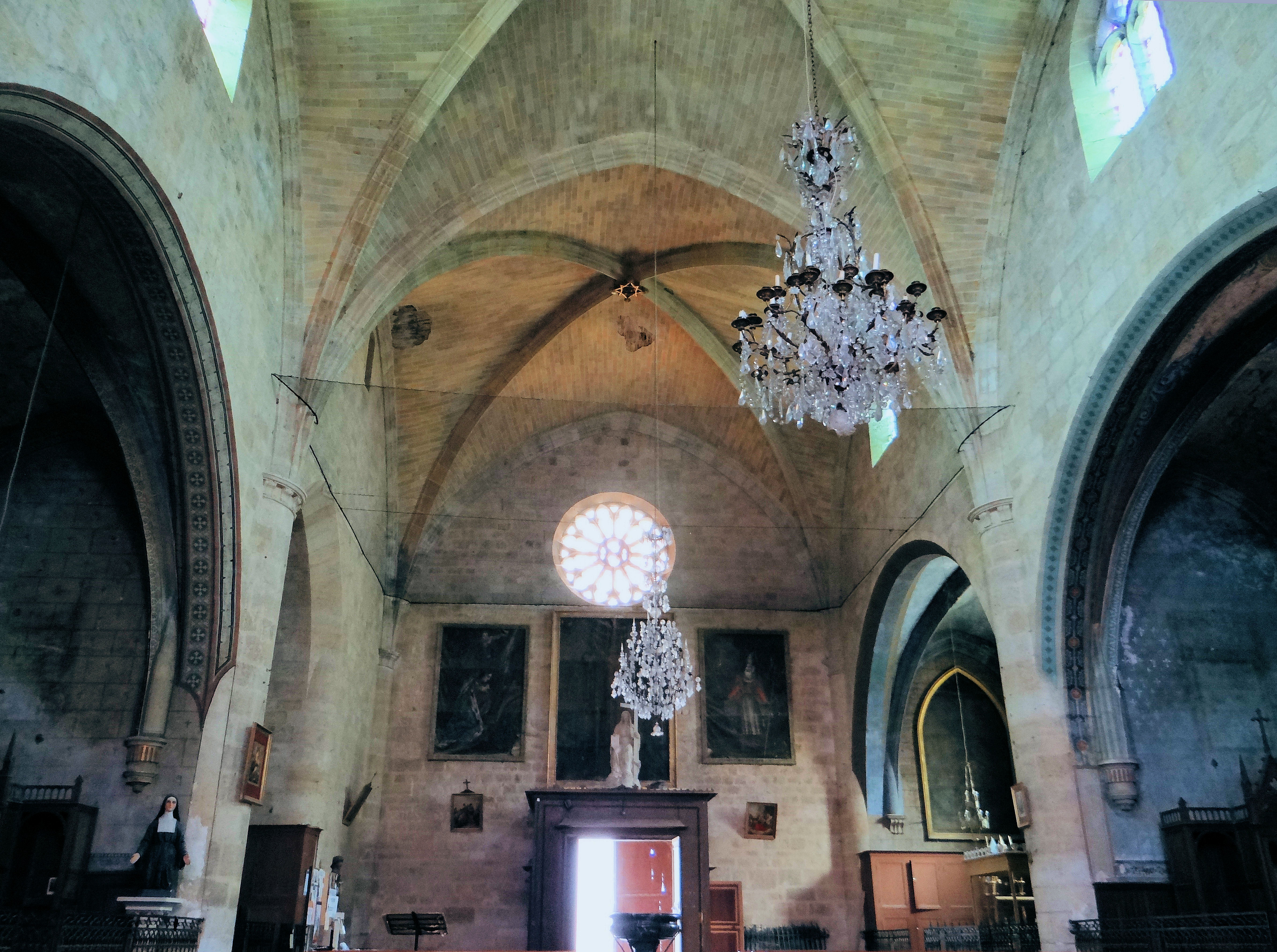
Интерьер церкви Свв. Орана и Людовика
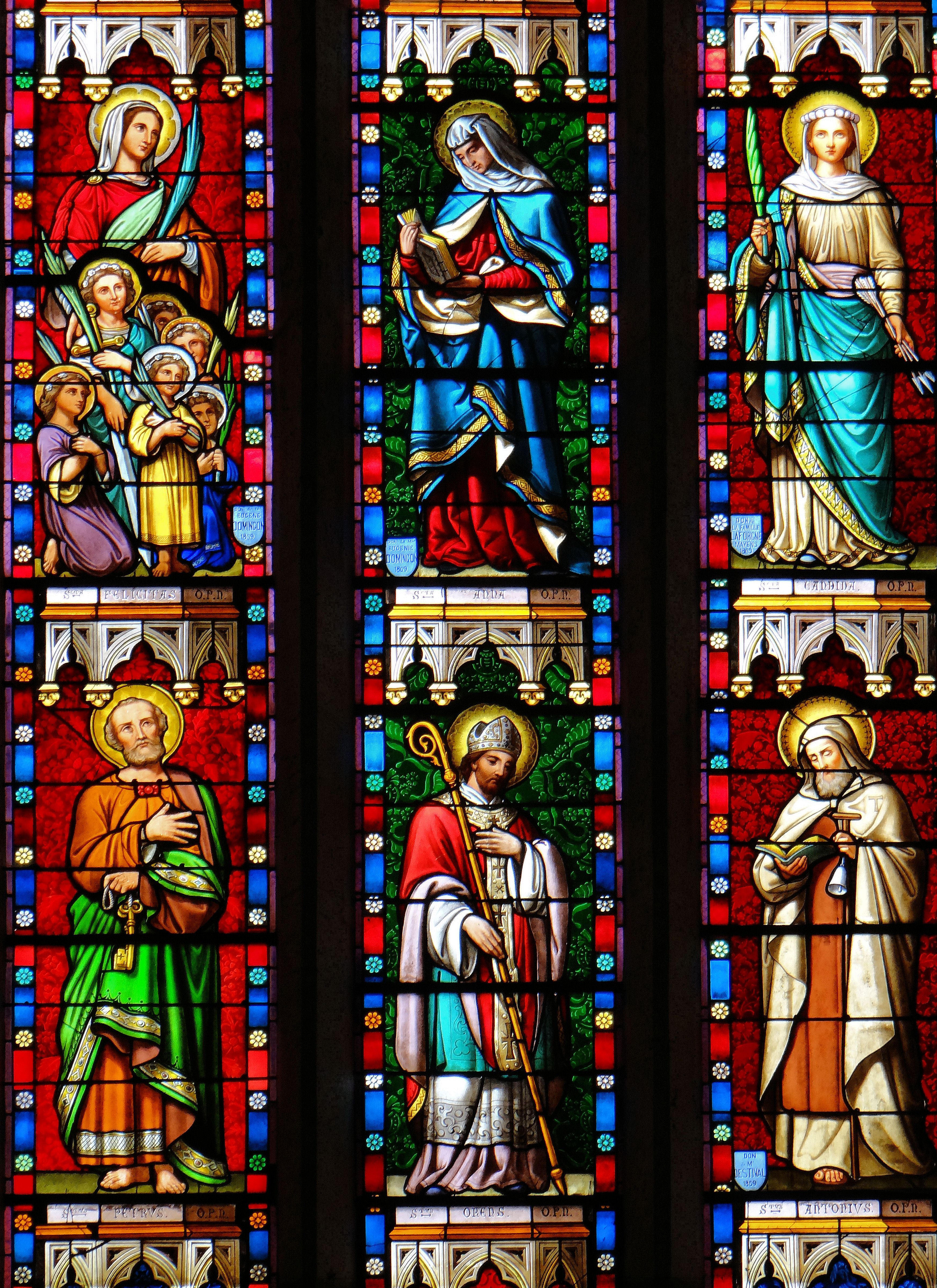
Витраж церкви